# Kalligrafi

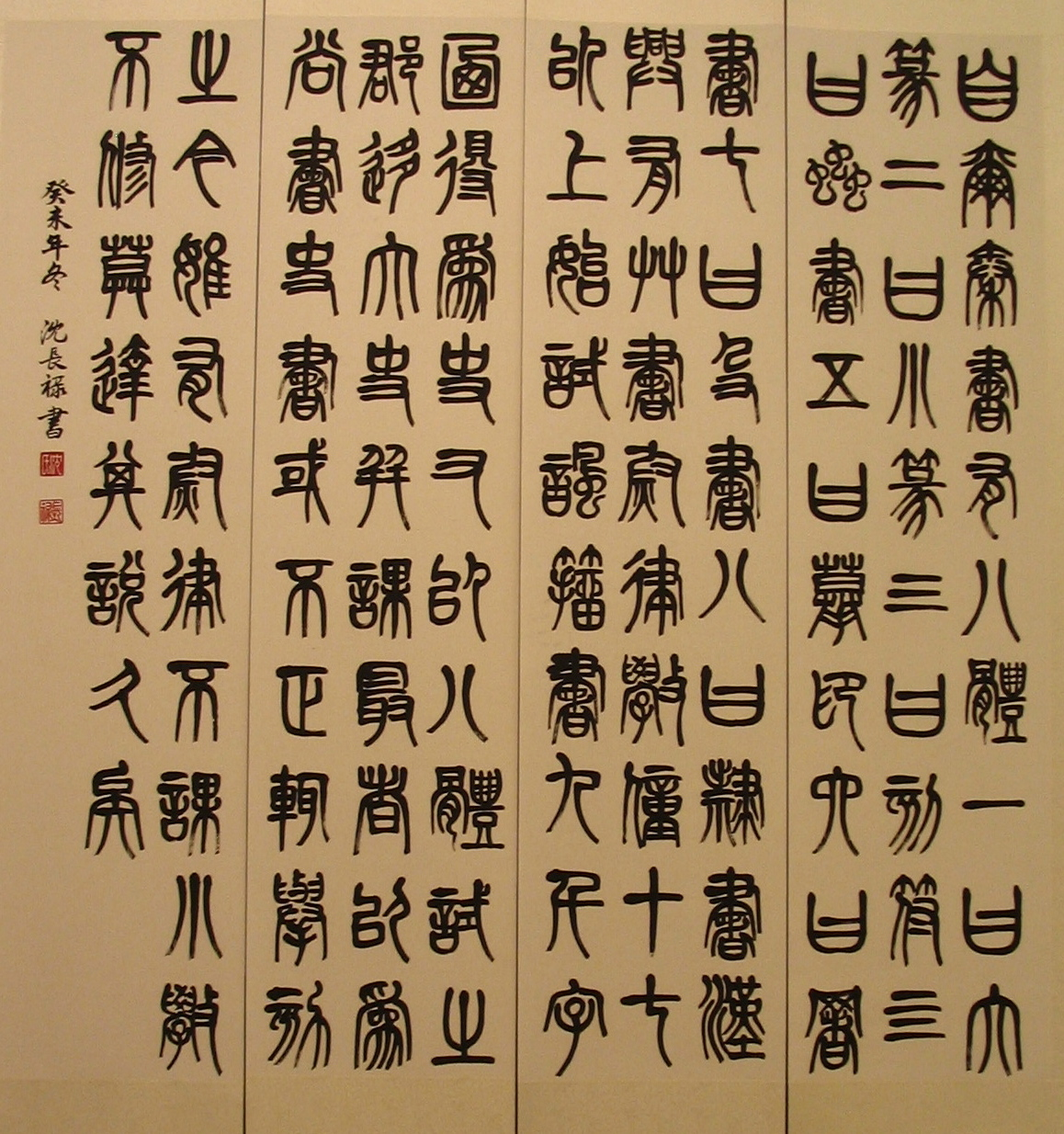
Kalligrafi med sigillskrift av Sun Yat-Sen.

Kalligrafi (av grekiska: καλλος, kallos, skönhet och γραφος, graphos, skriva) är konsten att skriva vackert, eller, skrivandet som konst. Utövarna kallas kalligraf, kalligrafer.

## Östasiatisk kalligrafi

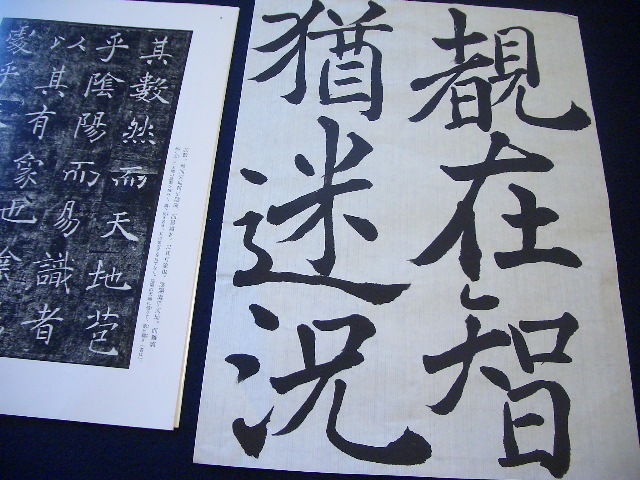
Japansk kalligrafi

I kinesisk, koreansk, vietnamesisk och japansk konst har kalligrafin (kinesiska shufa 書法, japanska shodō 書道) haft en stark ställning under mycket lång tid. Kinesisk kalligrafi ända sedan man började med mjuka penslar under Handynastin för omkring 2 000 år sedan, och i detta kulturområde avses med kalligrafi vanligtvis penselskrift, även om man numera också kan tala om "kalligrafi med penna". Kalligrafi var i det gamla Kina ett av en lärd persons fyra måsten och konsten har fortfarande mycket hög status.

### Verktyg
| kinesiska | japanska  |                                                |
| --------- | --------- | ---------------------------------------------- |
| yan       | suzuri    | rivsten, där man river tuschstången med vatten |
| mo        | sumi      | tusch / tuschstång                             |
| moshui    | shoeki    | flytande tusch                                 |
|           | mizusashi | vattenbehållare                                |
| bi        | fude      | pensel att skriva med                          |
|           | kofude    | mindre pensel att signera sitt verk med        |
| zhen      | bunchin   | tyngder att hålla ner sitt papper med          |
| huazhan   | shitajiki | ett mjukt skrivunderlägg                       |
| zhi       |           | rispapper                                      |

I kinesisk kalligrafi räknas pensel, tuschstång, papper och rivsten som Studerkammarens fyra skatter (wenfang sibao).

### Kända kinesiska kalligrafer
- Li Si
- Wang Xizhi
- Wang Xianzhi
- Yong Zhi
- Su Shi
- Huaisu
- Ouyang Xun
- Jiang Kui
- Yan Zhenqing
- Ouyang Xiu
- Mi Fei
- Yue Fei
- Lu You
- Zhu Xi
- Sun Guoting
- Huang Tingxian

### Kända japanska kalligrafer
- Kūkai
- Kejsar Saga
- Tachibana no Hayanari
- Ono Michikaze
- Fujiwara no Sukemasa
- Fujiwara no Yukinari
- Hon'ami Kōetsu
- Konoe Nobutada
- Shokado Shojo
- Ryōkan
- Yamaoka Tesshu
- Igaki Hokujo

### Kända koreanska kalligrafer
- Kim Jeong-hui
- Kim Myeong-hui
- Han Seok-bong
- Kung Sejong
- Yi I
- Yi Hwang
- Yi Sun-shin

## Arabisk eller islamisk kalligrafi

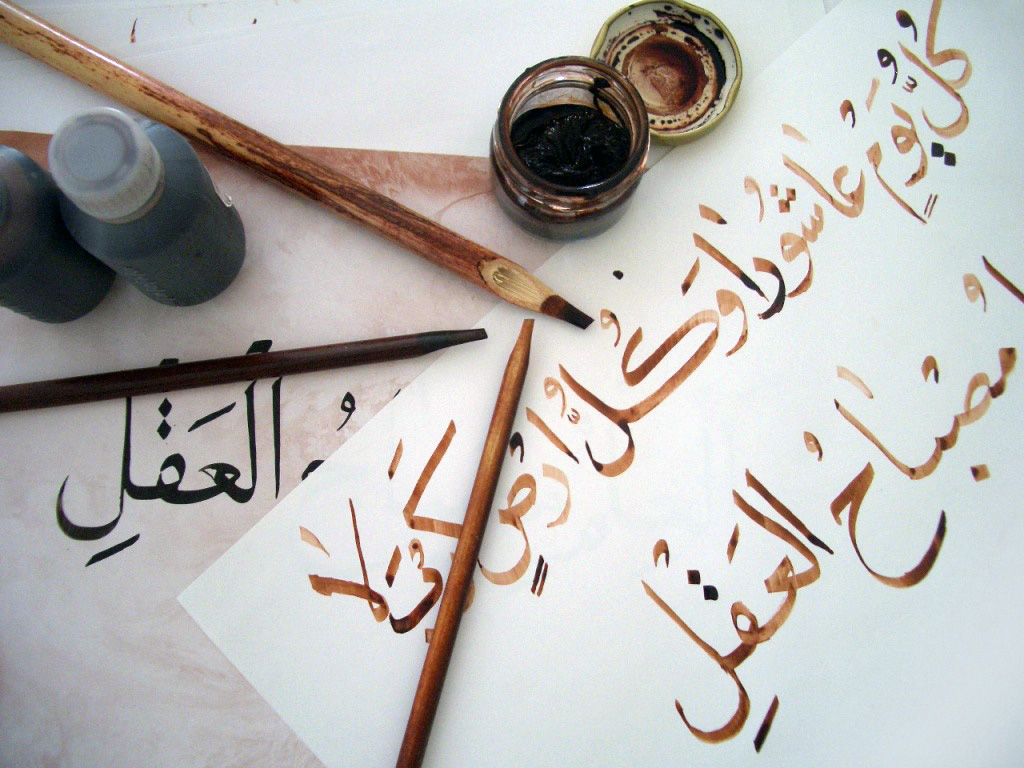
Ett verk av en student som övar på arabisk kalligrafi med bambupennor (aqlaam, pluralis av qalam). Studenten använder brunt bläck och försöker skriva av lärarens kalligrafiska skrift (i svart).

Basmala, det samlande namnet för frasen I Guds, den Barmhärtiges, den Nåderikes namn, en muslimsk 1700-talskalligrafi från det Ottomanska riket.

Den islamiska konstens anikonism, det vill säga förbudet att avbilda det gudomliga, medförde att konstnärerna kompenserade med mycket dekorativt utförda Korancitat, särskilt i den kufiska skriften. På arabiska är kalligrafin känd under begreppet khatt (خط), som härleds från ordet "linje", "design", eller "konstruktion".
Den islamiska kalligrafin har en mycket lång obruten tradition. Eftersom kalligrafin baseras på arabiska bokstäver kallas den ibland "arabisk kalligrafi". Emellertid är "islamisk kalligrafi" en riktigare benämning eftersom begreppet innefattar alla verk av kalligrafi av muslimska kalligrafer, från Andalusien i det moderna Spanien och bort till Kina.
Den islamiska kalligrafin är nära associerad med arabeskens geometriska konstart. Kalligrafin har blivit en av de högst sedda konstarterna inom islam, eftersom den förser muslimerna med en länk mellan språket och religionen. Koranen har haft en viktig roll i utvecklingen för det arabiska språket. Och i förlängningen för kalligrafin.

## Europeisk kalligrafi

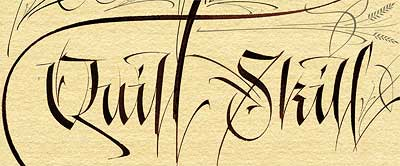
Västerländsk kalligrafi av Denis Brown, 2004

I Europa har kalligrafin en mer fragmentarisk historia med den medeltida bokkonsten (The Book of Kells, The Book of Durruw, The Lindisfarne Gospels) som en höjdpunkt, även om den aldrig kom att utvecklas till en konstform i sig själv på det sätt som den gjorde i Östasien. Efter medeltiden har den arabiska kalligrafin haft ett direkt inflytande på barockens snirkligt utformade dokument. (Se till exempel Jan van der Velde d.ä..) Både i den islamiska och i den europeiska konsthistorien avses med kalligrafi pennskrift. Efter boktryckarkonsten har kalligrafin i väst fått en allt mer underordnad roll men lever vidare i till exempel namnteckningar. Graffitikonstens tags och dess okonventionella behandling av bokstavsbilden i Wildstyle visar på ett helt nytt område för kalligrafins utveckling, och här kan man istället tala om ett kraftigt uppsving i nutiden.

### Kända europeiska kalligrafer
- Kerstin Anckers
- Annika Rücker
- Edward Johnstone
- Janet Backhouse